# Roberto Draghetti
Roberto Draghetti (Roma, 24 agosto 1960 – Roma, 24 luglio 2020) è stato un doppiatore e direttore del doppiaggio italiano.

## Biografia
Fratello maggiore dell'attrice e doppiatrice Francesca Draghetti, ebbe anche una figlia doppiatrice, Malvina.

### Carriera
Iniziati gli studi universitari in Medicina e Chirurgia all'inizio degli anni ottanta, nello stesso periodo esordì come attore teatrale con l'Allegra Brigata, che vedeva fra gli interpreti anche la sorella Francesca, Pino Insegno e Roberto Ciufoli. Per dieci anni recitò esclusivamente in teatro, specializzandosi poi come doppiatore all'inizio degli anni novanta. In ambito cinematografico l'attore che doppiò maggiormente, per un totale di quattordici film, fu Jamie Foxx. Spesso ebbe anche il ruolo del narratore, come in Alatriste - Il destino di un guerriero, Mademoiselle Anne, Pokémon 4Ever e in diversi trailer cinematografici distribuiti dalla casa italiana Medusa Film. 
Nelle serie televisive fu la voce di Doug Savant in Desperate Housewives, Erik King in Dexter e Adam Baldwin in Chuck, fra gli altri.
Nel campo dell'animazione doppiò numerosi personaggi, tra i più noti: Eddy in Ed, Edd & Eddy, Cyborg in Teen Titans, Magnacat in Monster Allergy, Chef Hatchet in A Tutto Reality, Maurice ne I pinguini di Madagascar, l'orco Knut in Winx Club e diversi personaggi de I Simpson, tra i quali il sovrintendente Chalmers e Tony Ciccione.
Diede la voce anche a personaggi di videogiochi, fra cui Keats in Folklore e al generale Chase in Fallout 3.
Era lo speaker di Cine Sony. Come attore, recitò anche in un episodio della serie Rai Provaci ancora prof!.

### Morte
Morì il 24 luglio 2020 a causa di un infarto, un mese prima del suo 60º compleanno.

## Teatro

### Attore
- Giulio Cesare è... ma non lo dite a Shakespeare di Roberto Ciufoli e Pino Insegno, con l'Allegra Brigata (1981)
- My Fair West di Roberto Ciufoli, Pino Insegno e Massimo Cinque, regia di Massimo Cinque, con l'Allegra Brigata (1986)[10]
- A noi quelli di Creme Caramel ci fanno ridere, testo e regia di Germano Basile (1992)[11]
- Il prestanome di Walter Bernstein, regia di Antonello Avallone (1994)[12]
- Un amore da incubo, testo e regia di Francesca Draghetti (1995, 2014)[13][14][15]
- Provaci ancora, Sam! di Woody Allen, regia di Antonello Avallone, con Antonella Alessandro e Nino D'Agata (1996)[16]

### Regista
- Odio i nazisti dell'Illinois di Paola Mammini, con Stefano Mondini e Teo Bellia (2000)
- 8 gradi sereno di Lidia Perrone, con Edoardo Stoppacciaro e Lidia Perrone, Teatro Testaccio di Roma (2014)

## Doppiaggio

### Film
- Jamie Foxx in Alì, Collateral, Stealth - Arma suprema, Jarhead, Miami Vice, Dreamgirls, The Kingdom, Giustizia privata, Il solista, Parto col folle, Come ammazzare il capo... e vivere felici, Come ammazzare il capo 2, Sleepless - Il giustiziere, Project Power
- Terry Crews in Tutta colpa di Sara, Norbit, Harsh Times - I giorni dell'odio, Agente Smart - Casino totale, I mercenari - The Expendables, I mercenari 2, I mercenari 3, Le amiche della sposa, The Ridiculous 6, Sandy Wexler
- Djimon Hounsou in Tomb Raider - La culla della vita, The Island, Eragon, Push, Air - I custodi del risveglio, Aquaman, Diverso come me, Serenity - L'isola dell'inganno, A Quiet Place II, Il settimo figlio
- Idris Elba in American Gangster, Bastille Day - Il colpo del secolo, Beasts of No Nation, Ghost Rider - Spirito di vendetta, Il mai nato, Prometheus, Star Trek Beyond, The Gunman
- Noah Emmerich in The Truman Show, Windtalkers, Frequency - Il futuro è in ascolto, Pride and Glory - Il prezzo dell'onore, Fair Game - Caccia alla spia e Little Children
- Mickey Rourke in C'era una volta in Messico, Sin City, Sin City - Una donna per cui uccidere, The Informers - Vite oltre il limite e Dead in Tombstone
- Tyler Perry in Alex Cross - La memoria del killer, L'amore bugiardo - Gone Girl, Tartarughe Ninja: fuori dall'ombra, Brain on Fire, Vice - L'uomo nell'ombra
- Josh Brolin in Trappola in fondo al mare, Melinda e Melinda, Non è un paese per vecchi, Jonah Hex, Il Grinta, Everest e The Dead Girl
- Ray Stevenson in King Arthur, Aiuto vampiro, G.I. Joe - La nascita dei Cobra, Thor, G.I. Joe - La vendetta, Thor: The Dark World, Thor: Ragnarok
- Tyrese Gibson in Annapolis, Transformers, Death Race, Transformers - La vendetta del caduto, Transformers 3
- Bobby Cannavale in Shall We Dance?, Snakes on a Plane, I poliziotti di riserva, Ant-Man, Ant-Man and the Wasp
- Jean-Claude Van Damme in The Shepherd - Pattuglia di confine, Universal Soldier: Regeneration, Welcome to the Jungle, The Bouncer - L'infiltrato
- Keith David in Agente Cody Banks 2 - Destinazione Londra, Prima o poi s...vengo!, A proposito di Steve e Il funerale è servito
- Dave Bautista ne Il Re Scorpione 3 - La battaglia finale, L'uomo con i pugni di ferro, I predoni, Hotel Artemis
- voce narrante ne Il destino di un guerriero, Scott Pilgrim vs. the World, Infernal Affairs II - Affari sporchi, Infernal Affairs III - Affari sporchi
- Richard Roxburgh in Mission: Impossible 2, The One & Only - È tutta colpa dell'amore, Symbiosis - Uniti per la morte
- Bill Nunn in Spider-Man, Spider-Man 2, Spider-Man 3
- Eamonn Walker in Cadillac Records, Oltre le regole - The Messenger, The Company Men
- Dwayne Johnson in Cambio di gioco, Ancora tu! e Corsa a Witch Mountain
- Jon Gries in Io vi troverò, Taken - La vendetta, Taken 3 - L'ora della verità
- Peter Dinklage in Le cronache di Narnia - Il principe Caspian, Penelope
- Jeff Daniels ne La carica dei 101 - Questa volta la magia è vera, Martin il marziano
- Mark Boone Junior in Memento, 30 giorni di buio
- Tim Blake Nelson in The Good Girl, The Darwin Awards
- Michael Rooker in Undisputed, Jumper - Senza confini
- Chi McBride in The Terminal, Io, Robot
- Don Cheadle in The Assassination, After the Sunset
- Bill Irwin in Sogno di una notte di mezza estate, Igby Goes Down
- Peter Stormare in Dancer in the Dark, Premonition
- Benicio del Toro in Paura e delirio a Las Vegas, La promessa
- Michael Kenneth Williams in Brooklyn's Finest, The Wire
- Michael Madsen in Scary Movie 4, Le cronache di Narnia - Il leone, la strega e l'armadio
- Paul Rae in Il campeggio dei papà, W.
- Mark Strong in The Way Back, Grimsby - Attenti a quell'altro
- Mekhi Phifer in 8 Mile, Paid in Full
- Bouli Lanners in Una lunga domenica di passioni, Eldorado Road
- Choi Min-sik in Old Boy, Lady Vendetta
- Bruce Hopkins ne Il Signore degli Anelli - Le due torri, Il Signore degli Anelli - Il ritorno del re
- Colman Domingo in The Butler - Un maggiordomo alla Casa Bianca, Se la strada potesse parlare
- Jeffrey Wright in Casino Royale, Quantum of Solace, No Time to Die
- Michael Chiklis ne I Fantastici 4, I Fantastici 4 e Silver Surfer
- Craig Bierko in Cinderella Man - Una ragione per lottare, I tre marmittoni
- Xzibit in Derailed - Attrazione letale, Il cattivo tenente - Ultima chiamata New Orleans
- Paul Bettany in The Land Girls - Le ragazze di campagna, Mortdecai
- Patrick Warburton in Ted, Ted 2
- DeObia Oparei in The Foreigner - Lo straniero, Dredd - Il giudice dell'apocalisse
- Gary Roberts, Bruno Doyon e Frank Cicetti in Trappola di cristallo[17]
- Kevin Nash in DOA: Dead or Alive
- Steve Buscemi in Billy Madison
- Timothy Hutton in The Killing Room
- Shaquille O'Neal in Insieme per forza
- Eric Roberts in National Security - Sei in buone mani
- Omar J. Dorsey in Starsky & Hutch, Selma - La strada per la libertà, Cane mangia cane
- Brian Tarantina in Il buio nell'anima
- Dave Sheridan in Quel nano infame
- Mark Lindsay Chapman in Titanic
- Jeremy Northam in Amistad
- Carlos Lozano in Tutto su mia madre
- Rhys Ifans in Notting Hill
- Scott Bakula in American Beauty
- Jeremy Piven in The Family Man
- David Keith in U-571
- Bobby Cooper in Mi chiamo Sam
- Stanley Tucci in Era mio padre
- Treva Etienne ne La maledizione della prima luna
- Bruce McGill ne Il genio della truffa
- Arnold Vosloo in Agente Cody Banks
- Robert Wisdom in The Forgotten
- Colin Salmon in Match Point
- Dean Barrett ne I segreti di Brokeback Mountain
- Brian Bosworth ne L'altra sporca ultima meta
- Sim Evan-Jones ne Le cronache di Narnia - Il leone, la strega e l'armadio
- Bill Duke in X-Men - Conflitto finale
- Sidney S. Liufau in Tu, io e Dupree
- Anthony Warren in The Contract
- Richard Coyle in Un'ottima annata - A Good Year
- Wendell Pierce in Stay Alive
- Marc Lavoine in Arthur e il popolo dei Minimei
- Robert Patrick in Un ponte per Terabithia
- Guy Lecluyse in Giù al Nord
- Travis Riker in Banditi
- Doug Jones ne Il labirinto del fauno
- Brendan Gleeson ne La leggenda di Beowulf
- Norbert Leo Butz ne L'amore secondo Dan
- John Valdetero in Homeland Security
- Donnie Wahlberg in Sfida senza regole
- David Koechner in My One and Only
- Orlando Jones in Un alibi perfetto
- Dylan Roberts in Amelia
- Gbenga Akinnagbe in Fuori controllo
- Darren Shahlavi in Ip Man 2
- Stig Henrik Hoff ne La cosa
- Josh Hamilton in Margaret
- Adewale Akinnuoye-Agbaje in Killer Elite
- Stephen Root in J. Edgar
- Scott MacDonald in Come l'acqua per gli elefanti
- Anthony Reynolds ne Il mondo di Arthur Newman
- Bill Young ne Il grande Gatsby
- Danny McBride in Facciamola finita
- Emir Kusturica ne Il paradiso degli orchi
- Andrew Dice Clay in Blue Jasmine
- Thomas F. Wilson in Corpi da reato
- Theodus Crane in Angry Games - La ragazza con l'uccello di fuoco
- Billy Connolly ne Lo Hobbit - La battaglia delle cinque armate
- Roger R. Cross in 12 Rounds 3: Lockdown
- Mark Hamill in Kingsman - Secret Service
- Method Man in Mr Cobbler e la bottega magica
- Mark Christopher Lawrence in Fuga dal Natale
- Ricardo Darín in Neve nera
- Ron Yuan in Mulan
- Gregory Alan Williams in The Banker
- Nicholas Neild ne Le cronache di Narnia - Il viaggio del veliero
- Pascal Elbé (Lansky) in Dr. Knock
- Geoff Bell in Mine
- Maurice Poli in Cani arrabbiati (ridoppiaggio)

### Film d'animazione
- Maurice in Madagascar, Madagascar 2, Madagascar 3 - Ricercati in Europa
- Stoick in Dragon Trainer, Dragon Trainer 2, Dragon Trainer - Il mondo nascosto
- Earl Devereaux in Piovono polpette, Piovono polpette 2 - La rivincita degli avanzi
- Bane in Justice League: Fuga da Gotham City, Batman: Hush e Batman vs. Teenage Mutant Ninja Turtles
- Voce narrante in Pokémon 4Ever e Pokémon Heroes
- Diavolo ed Eco del Diavolo in Lissy - Principessa alla riscossa
- Agenti "Occhiali scuri" in Laputa - Castello nel cielo
- Mad Saulus in Violence Jack
- Nikki in Balto
- Black Cap in Coo che arrivò da un mare lontano
- Ben in Pocahontas
- Brutoldo ne Il gobbo di Notre Dame
- Dim in A Bug's Life - Megaminimondo
- Skeeter Valentine in Doug - Il film
- Alex Nabikov in Lupin III - 1$ Money Wars
- Bepo in Pinguini alla riscossa
- Levi in Giuseppe - Il re dei sogni
- Buster in Lilli e il vagabondo II - Il cucciolo ribelle
- Ted in Alla ricerca di Nemo
- Adrienne in Cheerleaders - La supersquadra
- Re di Ingary ne Il castello errante di Howl
- Terrorista ceceno in Team America: World Police
- Ishikawa in Ghost in the Shell - L'attacco dei Cyborg
- T'Challa / Pantera Nera in Ultimate Avengers 2
- Giuseppe in Shark Tale
- Mayhew in La sposa cadavere
- Cattivone in Jimmy e Timmy: un cattivo per gioco
- Ogthar in Dinotopia - Alla ricerca del rubino del sole
- Arpio in Giù per il tubo
- Cash in Red e Toby nemiciamici 2
- Olaf Grandibaf in Asterix e i vichinghi
- Duca in Cenerentola e gli 007 nani
- Frank in Nome in codice: Brutto Anatroccolo
- Albero Mostro in Gli Smile and Go e il braciere bifuoco
- Barone Mordo in Dottor Strange - Il mago supremo
- Capitano della nave in Shrek terzo
- Alfred in Il topolino Marty e la fabbrica di perle
- Mushiban in Yes! Pretty Cure 5 GoGo! - Buon compleanno carissima Nozomi
- Presidente Chen in Battaglia per la Terra 3D
- Rufus in Boog & Elliot 2
- Capobanda in Kung Fu Panda
- Barbados Slim in Futurama - Il colpo grosso di Bender
- James ne La principessa e il ranocchio
- Ra's al Ghul in Batman: Under the Red Hood
- Calabar in La leggenda della montagna incantata
- Hulk in Planet Hulk
- Belloc in Firebreather
- Lala ne L'arca di Noè
- Bill in Rango
- Fender in Car's Life 2
- Il pirata in Space Dogs
- Marcel in Rio
- Akio Kazama ne La collina dei papaveri
- Johnny Hallyday in Titeuf - Il film
- Pirata micio in Pirati! Briganti da strapazzo
- Kai in Kung Fu Panda 3 e Kung Fu Panda 4
- Maestro Rino in Kung Fu Panda 3
- Sarco in Dino e la macchina del tempo
- Seko in Khumba - Cercasi strisce disperatamente
- Gran Consigliere Ootomo ne La storia della Principessa Splendente
- Ay in Mr. Peabody e Sherman
- Joe Gardner in Soul
- Fortunello in Nut Job - Operazione noccioline
- Abraracourcix in Asterix e il Regno degli dei
- Bela in Hotel Transylvania 2
- Alley in Tom & Jerry: Operazione spionaggio[18]
- Serpenti in Mune - Il guardiano della luna
- Fred Flintstone ne I Flintstones e WWE - Botte da orbi!
- Gavin ne L'era glaciale - In rotta di collisione
- Orso russo in Sing
- Jasper in Cicogne in missione
- Sauron in LEGO Batman - Il film
- Big Show in I Jetsons e il Wrestling: Viaggio nel tempo
- Rookery in Vampiretto
- Presidente in Lu e la città delle sirene
- Hall in Zanna Bianca
- Gorilla Grodd in Batman Ninja
- Bev Capoccione ne La vita moderna di Rocko: Attrazione statica
- Queiroz in Ancora un giorno
- Nathan in Deep - Un'avventura in fondo al mare
- Chihuahua in Rex - Un cucciolo a palazzo
- Biscotto in Baffo & Biscotto - Missione spaziale
- Douglas Bullet in One Piece Stampede - Il film
- Dusty in Arctic - Un'avventura glaciale
- Re Quincy in Trolls World Tour
- Vitrio in Trash - La leggenda della piramide magica
- Sagi in Barbie principessa dell'isola perduta
- Troll in Barbie e il castello di diamanti
- Boia in C'era una volta il Principe Azzurro
- Eddy in Ed, Edd & Eddy: Il grande film

### Serie televisive
- Taye Diggs in Day Break, Private Practice, Grey's Anatomy e All American (1ª voce)
- Gregory Alan Williams in Drop Dead Diva, Containment, Greenleaf
- Derek Webster in Mental (2009), The Whispers e In the Dark (2019)
- Idris Elba in Luther e Turn Up Charlie
- Noah Emmerich in The American (2013) e The Hot Zone - Area di contagio
- Chance Kelly in Aquarius, Generation Kill
- Adam Baldwin in Chuck, The Last Ship
- Michael K. Williams in The Wire, When They See Us
- Joe Morton in Smallville (1° voce), Eureka
- Harry Lennix in Dollhouse, The Blacklist
- Rick Hoffman in Jake in Progress, Suits
- Russell Hornsby in Fantasmi, In Treatment
- Jon Tenney in The Closer, Major Crimes
- Otto Sanchez e Brian Tarantina in Oz
- Evan Parke e Arnold Vosloo in Alias
- Stephan Bissmeier e Daniel Friedrich in Helen Dorn
- James Nesbitt in Murphy's Law (1988)
- Pierre-Marie Escourrou ne Il comandante Florent
- Ian Buchanan in Streghe (1998)
- Tim Bagley in Will & Grace
- Heinz Weixelbraun ne Il commissario Rex
- Timothy Busfield in West Wing - Tutti gli uomini del Presidente
- Roger R. Cross in 24
- Thomas Ian Griffith in One Tree Hill
- Doug Savant in Desperate Housewives
- Charles S. Dutton in Threshold
- Jonathan Adams in Bones
- Reno Wilson in Blind Justice
- Erik King in Dexter
- Geoff Dolan in Power Rangers Mystic Force
- Heio von Stetten in Lasko
- Dennis Cockrum in Shameless
- Ruben Santiago-Hudson in Castle
- Götz Otto ne I pilastri della Terra
- Michael Rooker in The Walking Dead
- Rick Hoffman in Suits
- Boris McGiver in House of Cards - Gli intrighi del potere
- Gastón Velandia in Chica vampiro
- Kenny Johnson in Bates Motel
- Mykelti Williamson in Chicago PD
- Hakeem Kae-Kazim in Black Sails
- Drew Powell in Gotham
- Mahershala Ali in True Detective
- Lance Reddick in Bosch (st. 1-6)
- Thomas Waern Gabrielsson in The Last Kingdom
- Rick Fox in K.C. Agente Segreto
- Domenick Lombardozzi in Rosewood
- Dorien Wilson in Bella e i Bulldogs
- William Allen Young in Code Black
- Common in Hell on Wheels
- Joseph D. Reitman in Happy!
- Terrence Mann in Sense8
- Malik Yoba in Empire
- Marton Csokas in Into the Badlands
- James Remar in The Shannara Chronicles
- Paco Tous ne La casa di carta
- Bobby Cannavale in Vynil
- Tim Meadows in Son of Zorn
- Jeffrey Wright in Westworld - Dove tutto è concesso
- Tamer Hassan in Snatch
- Bill Sage in Hap and Leonard
- Philippe Duquesne ne I delitti del lago
- Tom Verica in The Nine
- Eric Allan Kramer in Lodge 49
- Anson Mount in Inhumans
- Marc Menchaca in Ozark
- Cress Williams in Black Lightning (1^voce)
- Vinnie Jones in Deception
- Colin Salmon in Krypton
- Ginés García Millán ne La cattedrale del mare
- Fares Fares in Chernobyl
- Bill Camp in The Outsider (2020)
- Rick Edwards in Santa Barbara
- Victor Rivers in Beautiful
- Fernando Solórzano in El Cartel - Amore e narcotraffico
- Ronald Pickup in Le cronache di Narnia
- Scottie Pippen in The Last Dance

### Serie animate
- Chef Hatchet in A tutto reality - L'isola, A tutto reality - Azione!, A tutto reality - Il tour, A tutto reality - La vendetta dell'isola, A tutto reality - All-Stars, A tutto reality - L'isola di Pahkitew e A tutto reality: le origini (st.1)
- Starscream in Transformers: Armada, Transformers: Energon e Transformers: Cybertron
- Voce narrante in Una ragazza alla moda e Yukikaze, la silfide del vento
- Gauron in Full Metal Panic! e Full Metal Panic! The Second Raid
- Sam Canepastore e altri personaggi in Looney Tunes e Merrie Melodies[19]
- Capo dei Vandali in Hot Wheels Battle Force 5, Hot Wheels Battle Force 5: Fused
- Gunmar in Trollhunters - I racconti di Arcadia e I Maghi - I racconti di Arcadia (ep. 5-7)
- Lenny Leonard (st. 8, ep. 9.4-9.12), Tony Ciccione (st. 8, st. 12-31), Sovraintendente Chalmers, Serpente (st. 14-31), Nelson Muntz (ep. 3.13), Tom Petty (ep. 14.2), "Weird Al" Yankovic (ep. 14.17), Tab Spangler (ep. 16.17), Rob Reiner (ep. 17.16), Il Colonnello (ep. 18.5) e altre voci ne I Simpson[20]
- Sig. Ichijouji, Sig. Inoue, Masai Izumi (epp. 31-38), alcuni Digimon antagonisti e altre voci in Digimon Adventure[21]
- Charles Manson, John Postum, Panda, Rod Stewart e Capo in South Park (doppiaggio SEFIT-CDC)
- Diavolo di Pluto, Orso Gelsomino, Leone e Louie il puma in Mickey Mouse Works[22]
- Ebaloo, Karacka e Jude Heartphilia in Fairy Tail
- Kruncha, Hutchins e Nadakhan il Djinn in LEGO Ninjago
- Greg Corbin (st. 1-16), Rusty Smith e Hulk Hogan in American Dad!
- Manta Ray e Sgambetto ne La sirenetta - Le nuove avventure marine di Ariel
- Babbo Natale e Nonno Coniglio in Peppa Pig
- Jorgun e Balimbow in Sfondamento dei cieli Gurren Lagann
- Billy Moncherino e Magnus Magnuson in Kick Chiapposky - Aspirante stuntman
- Hajime Fukuroda in Great Teacher Onizuka
- Cyborg in Teen Titans (st. 1-4)
- Knut in Winx Club (1ª e 3ª voce)
- Lemmo in Higglytown Heroes - 4 piccoli eroi
- Terry Kimple in The Cleveland Show
- Stoick in Dragons
- Tom Dupain in  Miraculous - Le storie di Ladybug e Chat Noir (st. 1-3)
- Nanga Silverly in Brain Powerd
- Shere Khan ne Il libro della giungla
- Skranet in Virus Attack
- Professor Harry Block in Evolution
- Maurice ne I pinguini di Madagascar
- Gregar Typho in Star Wars: Clone Wars
- Sir Lancillotto ne I disastri di Re Artù
- Amagumo in Desert Punk - Il demone del deserto
- Gatling ne Il mondo di Quest
- Sid in Soul Eater
- Yellow Zelknova in Sonic X
- Eddy in Ed, Edd & Eddy
- Mogo in Rahan
- Matsudaira in Gintama
- Gutsman in MegaMan NT Warrior
- Tenzin ne La leggenda di Korra
- BuffaloMan in Ultimate Muscle
- Maxum Man ne I Fantaeroi
- Ginji Matsuzaki in Black Lagoon
- Franklin in Hunter × Hunter (1ª voce)
- Dan Fluunk in Scooby-Doo! Mystery Incorporated
- Testa di Martello in The Spectacular Spider-Man
- Geraid in Battle Spirits - Brave
- Kintreski in Pretty Cure Splash Star
- Maestro Moebius in Fresh Pretty Cure!
- Bronty in Dottoressa Peluche
- Marty Green in Hey, Arnold!
- Wendell in Mike, Lu & Og
- Esperimento 627 in Lilo & Stitch
- Stregone Accigliato ne I Dalton
- Max in Sissi, la giovane imperatrice
- Scorpion in Yes! Pretty Cure 5 GoGo!
- Molla Baffuta in One-Punch Man
- Eruptor in Skylanders Academy
- Fratelli Stabbington in Rapunzel - La serie
- Bentley Buzzard in DuckTales (1ª voce)
- Voci aggiunte in Class of the Titans
- Uomo in bianco (ep. 1x3) ne I Griffin
- Antonio in Zafari
- Gauron in Full Metal Panic!
- Groor in Oban Star-Racers
- Quack Quack in Kaeloo
- Il Macellaio in Word Girl
- Miguel in Vita da giungla: alla riscossa!
- Finbar in Rubbadubbers
- Eugenio in Aia!
- Black Panther (1^ voce) in Marvel Super Hero Adventures
- Signore dell'Ombra in Deltora Quest
- Norata in Galactik Football
- Magnus in Kick Chiapposky - Aspirante stuntman
- Gemini in Kim Possible
- Elefante in Tinga Tinga Tales
- Albert in La stravagante famiglia Odd
- Wallace Morton ne L'uomo invisibile
- Grande Aquila in Yakari
- Mr. Salt in Close Enough
- Quell'uomo in Excel Saga
- Yugo Tennouji in Steins;Gate
- Capitano Grime in Anfibia (st. 1)
- Bruiser Sr. in Mr. Bean
- Boomer in Lloyd nello spazio
- Dr. Peterson in Superman
- Roger Dearly ne La carica dei 101 - La serie
- Preside in China, IL
- Skekmal / Cacciatore in Dark Crystal - La resistenza
- Toots in Curioso come George (ep. 4x15)
- Michael Hills/Mike ne Lo straordinario mondo di Gumball (stagione 5-6)
- Carl in Big Hero 6 - La serie
- Sir Boris in The Big Knights
- Lou Gubrious in Le Superchicche

### Film TV
- Danny Bonaduce in Bigfoot

### Videogiochi
- Celebrimbor ne La Terra di Mezzo: L'ombra di Mordor,[23] La Terra di Mezzo: L'ombra della guerra[24]
- Garrosh Malogrido in Hearthstone[25] e Heroes of the Storm[26]
- Voce allucinazione in F.E.A.R. 2: Project Origin (2009)[27]
- Black Panther in Disney Infinity 3.0 (2015)[28]
- Dim A Bug's Life[29]
- Keats in Folklore[30]
- Dio ne I Simpson - Il videogioco
- Richard Marcinko in Rogue Warrior
- Maurice in Madagascar 3[31]
- Jack Vincent in Call of Duty: Black Ops III[32]
- Soldato 76 in Overwatch
- Generale Chase in Fallout 3
- Cane in Epic Mickey 2: L'avventura di Topolino e Oswald[33]
- Khan in Fallout: New Vegas[34]
- Caronte in God of War: Chains of Olympus[35]
- Aquaman in Justice League Heroes[36]
- Karl Fairburne in Sniper Elite 3 e Sniper Elite 4[37]
- Megatron in Transformers Battlegrounds[38]
- Voce tutorial in Pure

### Reality Show
- Ton Jones in Affare fatto

## Filmografia

### Attore
- Ascolta la canzone del vento, regia di Matteo Petrucci (2003)[39]
- Provaci ancora prof! - serie TV, episodio 1x03 (2005)